# Мария Августа Непомусена Саксонская
Мария Августа Непомусена Саксонская, полное имя Мария Августа Непомусена Антония Франциска Ксаверия Алоиза Саксонская (нем. Maria Augusta Nepomucena Antonia Franziska Xaveria Aloysia; пол. Maria Augusta Nepomucena Antonia Franciszka Ksaweria Alojzia; 21 июня 1782, Дрезден — 14 марта 1863, Дрезден) — принцесса Саксонская, из династии Веттинов. Являлась дочерью Фридриха Августа III Саксонского и Марии Амалии Пфальц-Цвейбрюккенской.

## Наследство
Её отец, Фридрих Август, на момент рождения дочери был курфюрстом Саксонии. По польской Конституции 3 мая 1791 года он вместе с его потомством становился наследственным правителем Речи Посполитой. Но в 1795 году в результате третьего раздела Польша прекратила своё существование.
В 1806 году отец Марии Августы стал королём Саксонии, а в 1807 году герцогом Варшавским. Она была единственным ребенком Фридриха Августа, и поэтому наследником Саксонии был её дядя, а в герцогстве Варшавском — Мария Августа, именовавшаяся «инфанта Польши».

## Брак и конец жизни
До конца жизни не вступила в брак, хотя были попытки связать её с Романовыми или Гогенцоллернами. Кандидатом на её руку был Юзеф Понятовский. Но так как брак Марии Августы мог привести к изменению положения в регионе, усилить Саксонию, либо привести к восстановлению польского королевства, то многие этому противились.
Мария Августа вела активную благотворительную деятельность. Умерла в Дрездене в 1863 году.